# Gnophosema
Gnophosema là một chi bướm đêm thuộc họ Geometridae.